# Phylloptera panamae
Phylloptera panamae är en insektsart som beskrevs av Morgan Hebard 1927. Phylloptera panamae ingår i släktet Phylloptera och familjen vårtbitare. Inga underarter finns listade i Catalogue of Life.